# Marga Spiegel

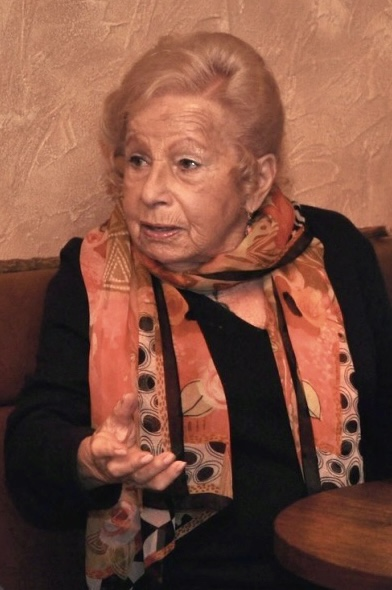
Marga Spiegel im November 2009

Marga Spiegel (* 21. Juni 1912 in Oberaula als Marga Rothschild; † 11. März 2014 in Münster) war eine deutsche Überlebende des Holocaust. Die Jüdin tauchte mit ihrem Ehemann und ihrer Tochter von 1943 bis 1945 bei katholischen Bauern im Münsterland unter und entging so der drohenden Deportation. Über diese Zeit veröffentlichte Spiegel unter anderem 1969 ein Buch, das 2009 verfilmt wurde.

## Leben

### Kindheit und Ausbildung
Marga Spiegel wurde als Tochter von Siegmund Rothschild (1882–1938) und dessen Ehefrau Cilly (1888–1937; Geburtsname: Rosenstock) geboren und entstammte einer jüdischen Familie vom Land aus Nordhessen. Ihre Kindheit verbrachte sie mit ihren Eltern und ihrer acht Jahre jüngeren Schwester Inge Johanna (* 1921; auch nur Johanna genannt) in dem hessischen Dorf Oberaula, wo ihre Großeltern eine Färberei besaßen und sie die Schule besuchte. Von 1920 bis 1922 ging Marga Rothschild in die Privatschule von Adele Dippel in Oberaula und wechselte 1924 auf ein Lyzeum in Hersfeld.
Im Jahr der „Machtergreifung“ der Nationalsozialisten legte Rothschild auf einem Gymnasium in Frankfurt am Main ihr Abitur ab. Danach begann sie ein Physik- und Mathematikstudium an der Universität Marburg. Als Tochter eines jüdischen Kriegsteilnehmers konnte sie sich zwar immatrikulieren, musste aber aufgrund ihrer jüdischen Herkunft das Studium bereits nach dem zweiten Semester abbrechen. Ihre Familie war zunehmend antisemitischen Diskriminierungen ausgesetzt. Anfang der 1930er Jahre zählte Oberaula circa 1200 Einwohner, darunter 21 jüdische Familien. 1936 wurde sie auf Basis eines erfundenen Vorwurfs eines Oberaulaner Mitbürgers verhaftet und mehrere Tage im Gefängnis inhaftiert.

### Familiengründung und antisemitische Verfolgung
Im Januar 1937 heiratete Rothschild den 13 Jahre älteren Pferdehändler Siegmund Spiegel, nahm dessen Namen an und zog zu ihm nach Ahlen. Die jüdische Familie von Siegmund Spiegel gehörte dem Bürgertum an und war seit Mitte des 18. Jahrhunderts in Ahlen heimisch. Im März desselben Jahres starb Spiegels Mutter an einer Herzerkrankung, worauf ihr Vater, in der Vergangenheit mehrfach in „Schutzhaft“ genommen, zur Tochter nach Ahlen zog. 1938 gebar Marga die Tochter Karin. Auch in Ahlen war Marga Spiegels Familie Diskriminierungen ausgesetzt; so wurde laut eigenem Bekunden der Kinderwagen ihrer Tochter mit Steinen beworfen. Zwei Schwestern ihres Ehemannes emigrierten in dieser Zeit in die USA. Im Juni 1938 wurde Spiegels Vater verhaftet und in das KZ Oranienburg oder Sachsenhausen deportiert, nachdem er sich um eine Bürgschaft für eine Ausreise aus Deutschland bemüht hatte. Er starb einen Monat später im Konzentrationslager.
Bei den Novemberpogromen wurden die Spiegels in ihrer Wohnung von fünf Ahlener SA-Männern überfallen und misshandelt. 1940 floh Marga Spiegel mit ihrer Familie nach Dortmund, wo sie mit mehreren anderen jüdischen Familien in ein Judenhaus und später von dort in eine Baracke nach Ahlen umzogen. Im Oktober 1941 wurde ihre Schwester Inge Johanna, verheiratet mit Leo Spiegel aus Ahlen, von Essen aus in den Osten deportiert. Sie soll über Łódź ins KZ Auschwitz verbracht worden sein, wo sie nach Aussage des Auschwitz-Überlebenden Josef Ryback ermordet wurde. Marga Spiegels Ehemann hatte unterdessen eine Stelle bei der Dortmunder Firma Sommer bekommen, die Zechentürme entrostete. Er nutzte seine alten Kontakte als Pferdehändler und lieh sich bei einem befreundeten Bauern ein Fahrrad. Damit fuhr er nahegelegene Höfe ab und organisierte zusätzliche Lebensmittel für seine Familie. Von einem ansässigen Bauern soll Spiegels Ehemann von Massakern an Juden in Polen erfahren haben, woraufhin er sich um Zusagen für Versteckmöglichkeiten bemühte.

### Zeit im Untergrund und Veröffentlichung ihrer Überlebensgeschichte
Im Februar 1943 erhielt Spiegels Ehemann eine Einberufung zur Kontrolle seiner Arbeitspapiere, woraufhin die Familie eine Deportation befürchtete. Die Spiegels flüchteten daraufhin zu katholischen Bauern ins südliche Münsterland, wo die Eheleute getrennt voneinander Unterschlupf erhielten. Marga Spiegel und ihre Tochter verbrachten mehrere Monate als Dortmunder Ausgebombte „Margarete Krone“ und „Karin Krone“ in verschiedenen Verstecken in der Nähe von Ascheberg. Gelegentlich kam es zu gemeinsamen Treffen der Familie. Im Oktober 1944 fuhr Marga Spiegel nach Münster und beschaffte sich dort, gegen den Willen ihres Ehemanns, falsche Papiere. 27 Monate lang gelang es den Bauern, darunter Heinrich Aschoff, die jüdische Familie vor der Deportation zu bewahren, ehe im April 1945 die Alliierten das Münsterland erreichten.
Nach Ende des Krieges kehrte Marga Spiegel mit ihrer Familie nach Ahlen zurück. Aus den Großfamilien Rothschild und Spiegel hatten 37 Mitglieder den Holocaust nicht überlebt. Insgesamt überlebten 550 bis 600 westfälische Juden den Holocaust, nachdem 1933 noch 18.819 „Glaubensjuden“ gezählt worden waren. Von den Deportierten aus Ahlen hatten nur drei Männer (Imo Moszkowicz sowie Josef und Hermann Ryback) überlebt. Siegmund Spiegel, der eine Emigration ins Ausland ablehnte, baute einen neuen Pferdehandel auf, und es wurde ein Sohn, Daniel, geboren. Beide Kinder übersiedelten später in die Vereinigten Staaten.
Im September 1945 wurde Strafanzeige gegen sechs Hauptbeteiligte der Ahlener Novemberpogrome gestellt. Nach mehreren Verhandlungstagen wurden jedoch die ehemaligen Angehörigen der Ahlener SA im Oktober 1949 freigesprochen und nur einer wegen einfachen Landfriedensbruches zu einer mehrmonatigen Gefängnisstrafe verurteilt, gegen die erfolgreich Revision eingelegt wurde. Um 1960 zeichnete Spiegel ihre Erinnerungen an das Untertauchen auf, die zwischen Juli 1961 und April 1962 erstmals in der Zeitschrift Der Sämann (Organ der katholischen Landvolkbewegung) veröffentlicht wurde. 1969 erschien ihr Bericht unter dem Titel Retter in der Nacht in Buchform. Er gilt heute als wichtige Quelle für die Geschichte der westfälischen Juden zur Zeit des Holocausts. Im selben Jahr wurden die Bauernfamilien, die die Spiegels versteckt hatten, von dem israelischen Botschafter in Deutschland, Asher Ben-Natan, als Gerechte unter den Völkern geehrt.

### Verfilmung und Ehrungen

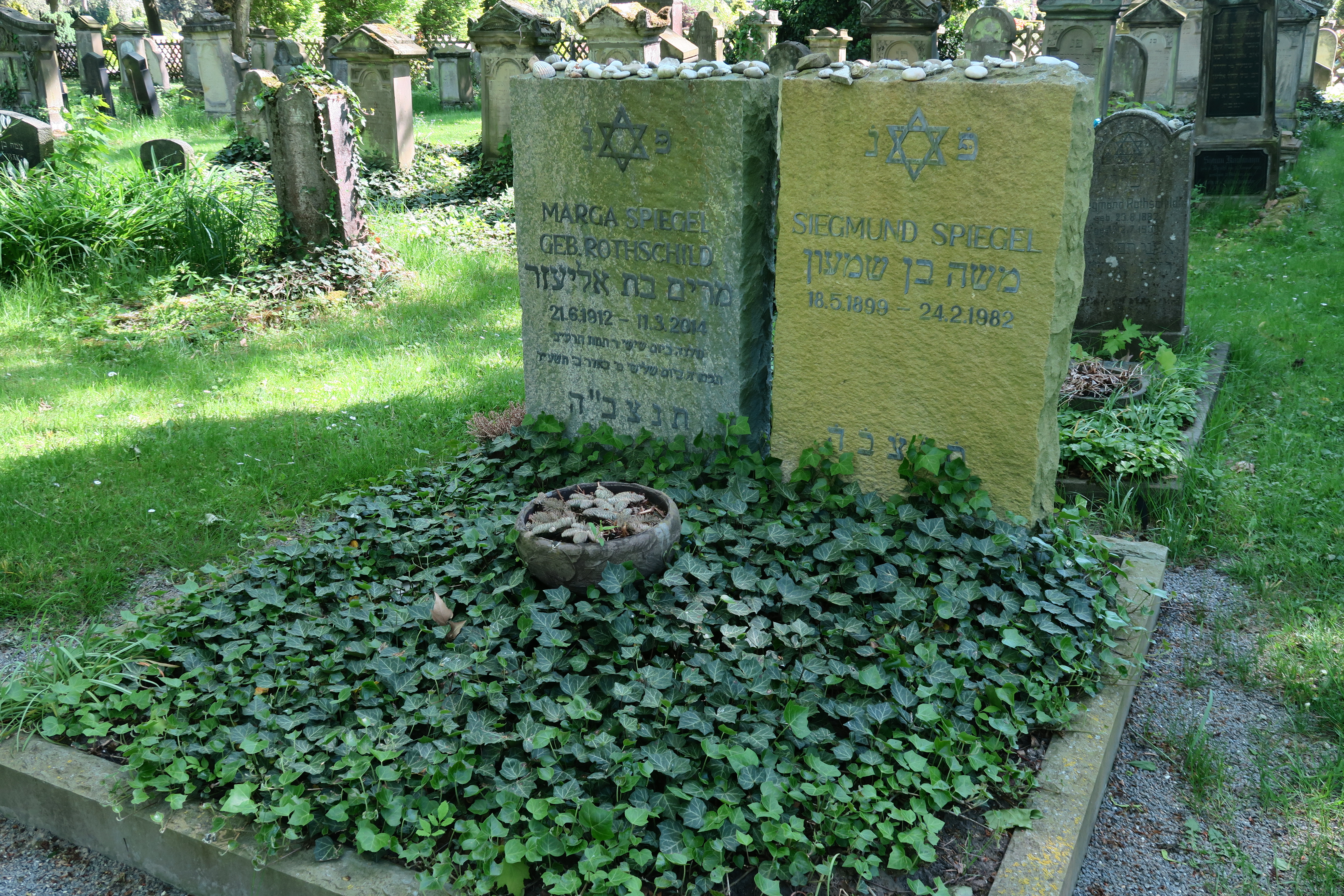
Grab von Marga und Siegmund Spiegel

Nach dem Tod ihres Ehemanns im Jahr 1982 zog Marga Spiegel, die Tante des 2006 verstorbenen Paul Spiegel, Präsident des Zentralrats der Juden in Deutschland, nach Münster, wo sie die letzten Jahre ihres Lebens verbrachte. Ihr Buch Retter in der Nacht wurde mehrfach aufgelegt und nachträglich um ihre Zeit in Oberaula und Hersfeld und Reflexionen über ihr Schicksal und den Holocaust ergänzt. 2009 wurde der autobiografische Roman von Ludi Boeken unter dem Titel Unter Bauern – Retter in der Nacht mit Veronica Ferres und Armin Rohde in den Hauptrollen verfilmt. Der Spielfilm, der seine erfolgreiche Uraufführung Anfang August 2009 beim Filmfestival von Locarno feierte, gelangte Anfang Oktober 2009 in die deutschen Kinos.
Gemeinsam mit unter anderem Jenny Aloni, Benno Elkan, Benno Jacob, Imo Moszkowicz und Jeanette Wolff ist Spiegel seit 2004 die Dauerausstellung Jüdische Lebenswege im Jüdischen Museum Westfalen gewidmet, in der das Judentum in Westfalen vom frühen Mittelalter bis in die heutigen Tage anhand von Biografien nachgezeichnet wird. Seit 2005 war sie Ehrenmitglied der Deutsch-Israelischen Gesellschaft.
Für ihren „unermüdlichen Einsatz als Zeitzeugin“ erhielt Spiegel am 19. Juli 2010 das Verdienstkreuz am Bande des Verdienstordens der Bundesrepublik Deutschland.
In Werne (NRW) wurde 2012 die Marga-Spiegel-Sekundarschule nach ihr benannt, welche sie im Juli 2013 im Beisein der damaligen Ministerpräsidentin Hannelore Kraft besuchte.
Am 7. November 2013 wurde sie mit dem Verdienstorden des Landes Nordrhein-Westfalen ausgezeichnet.
Am 11. März 2014 starb Marga Spiegel im Alter von 101 Jahren und wurde auf dem jüdischen Friedhof in Ahlen beigesetzt, wo zuvor ihr Mann bereits beerdigt worden war.

## Schriften
- Retter in der Nacht. Wie eine jüdische Familie in einem münsterländischen Versteck überlebte. Herausgegeben und kommentiert von Diethard Aschoff. Lit, Münster, 7. Aufl. 2009, ISBN 978-3-8258-3595-8. (Die erste Buchausgabe erschien 1969. Erstveröffentlichung als Artikelserie in der Zeitschrift Der Sämann der Katholischen Landvolkbewegung, 1961/1962.)
- Bauern als Retter. Wie eine jüdische Familie überlebte. Mit einem Vorwort von Veronica Ferres, 2. Auflage, Lit, Münster / Berlin 2009, ISBN 978-3-8258-0942-3.
- 100 Jahre – 4 Leben. Eine deutsche Jüdin erzählt, Lit, Münster 2012, ISBN 978-3-643-11767-0.

## Filme
- Unter Bauern – Retter in der Nacht. Deutschland/Frankreich 2009. Regie: Ludi Boeken, Spielfilm 95 Minuten
- Eine Herzenssache. Marga Spiegel und ihre Retter. Deutschland 2010, Regie: Petra Seeger, WDR-Dokumentarfilm 45 Min. DVD-Edition LWL-Medienzentrum für Westfalen 2014